# 6. dzielnica Paryża

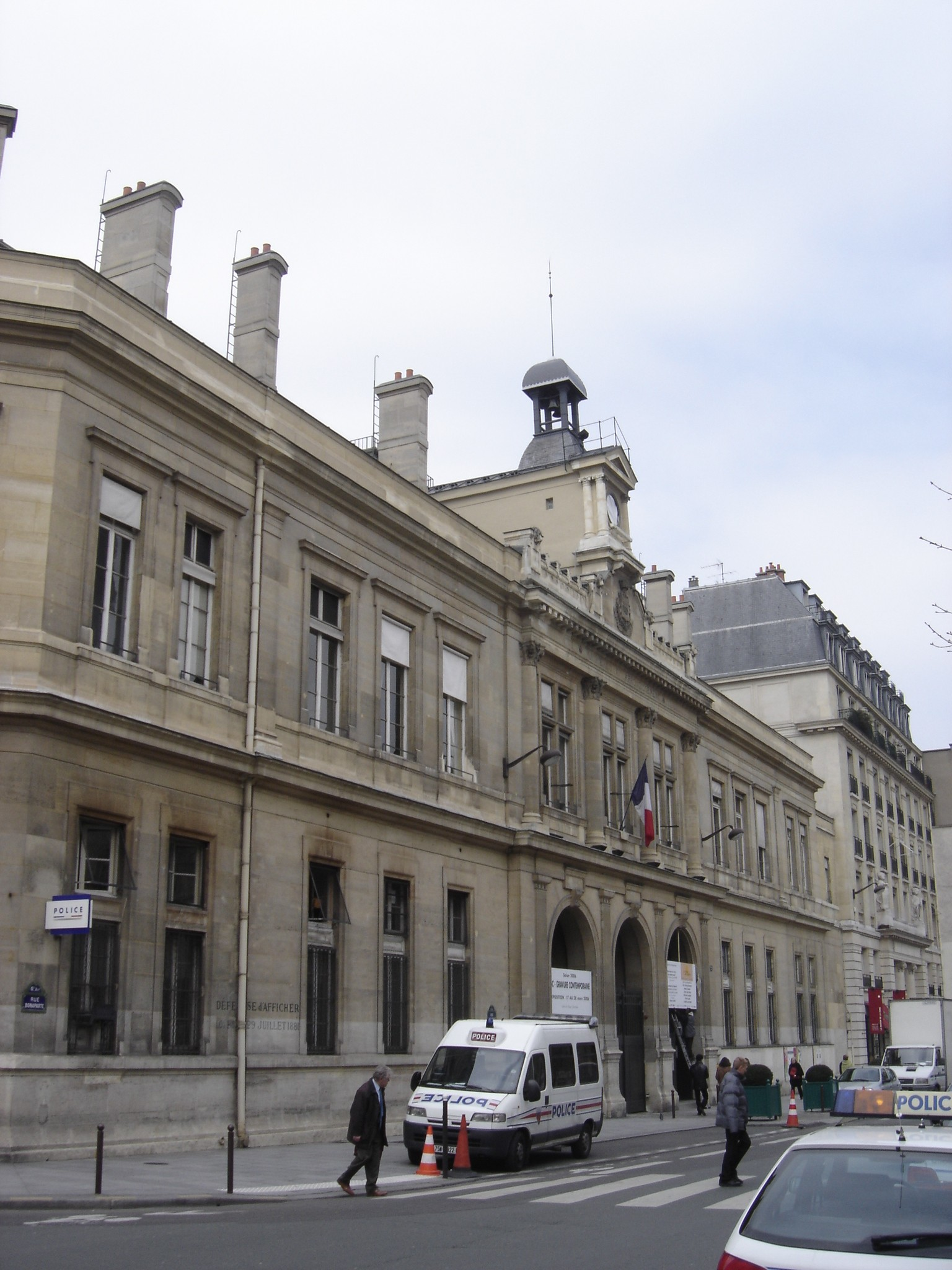
Merostwo 6. Dzielnicy, Place Saint-Sulpice

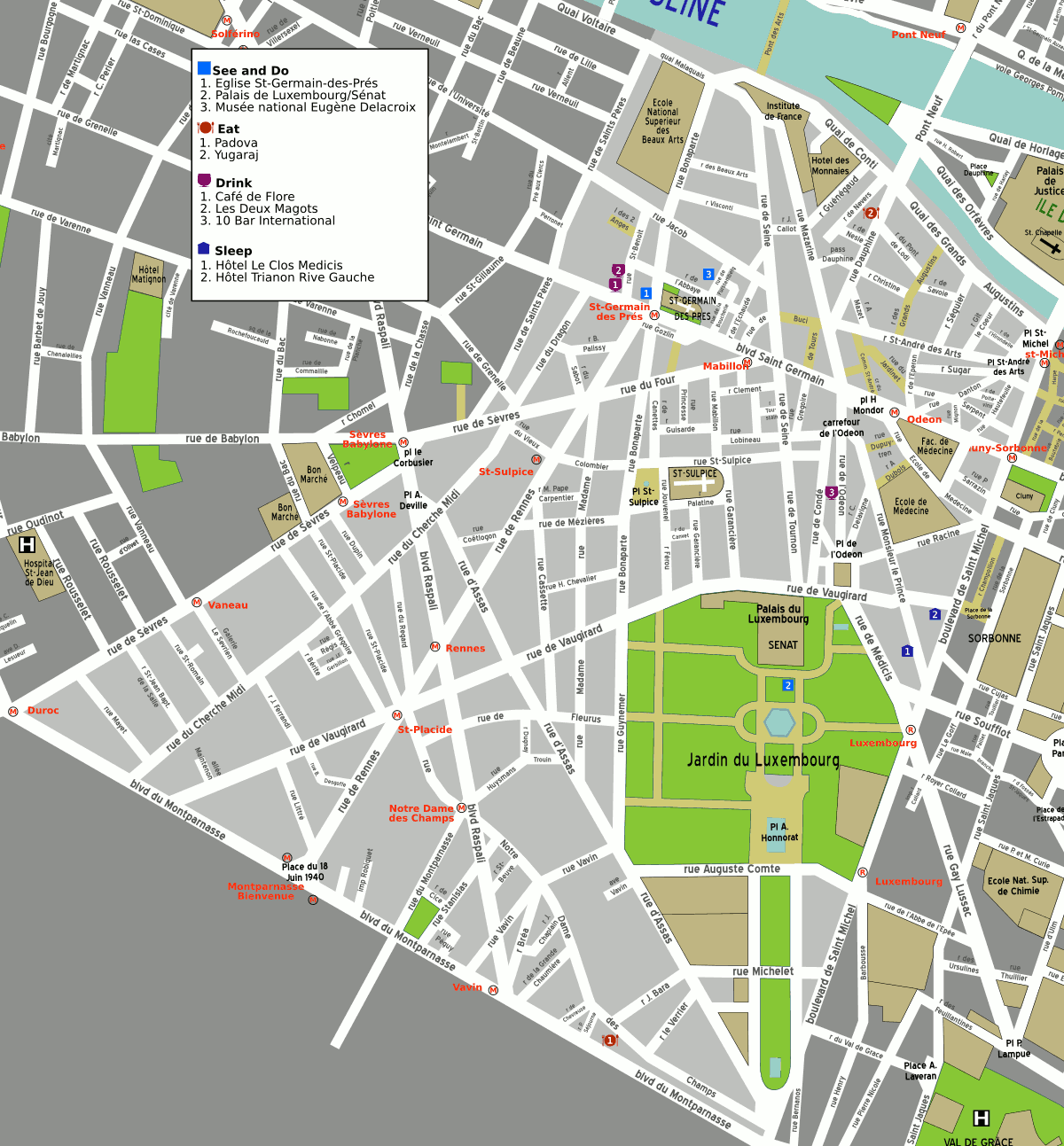
Plan 6. dzielnicy

6. dzielnica Paryża (fr. 6e arrondissement de Paris) – jedna z dwudziestu dzielnic (arrondissement) Paryża, położona na lewym brzegu Sekwany.
Znajdują się w niej m.in. Saint-Germain-des-Prés, budynek francuskiego Senatu, ogród Luksemburski oraz kościół Saint Sulpice.
Merem dzielnicy jest od 1994 roku Jean-Pierre Lecoq (przedstawiciel prawicowej Unii na rzecz Ruchu Ludowego).
6. dzielnica Paryża dzieli się na cztery mniejsze dzielnice (quartiers) 
- Quartier de la Monnaie (21. dzielnica Paryża)
- Quartier de l'Odéon (22. dzielnica Paryża)
- Quartier Notre-Dame-des-Champs (23.dzielnica Paryża)
- Quartier Saint-Germain-des-Prés (24. dzielnica Paryża)